# 2005年の音楽
2005年の音楽（2005ねんのおんがく）では、2005年の音楽分野に関する動向をまとめる。
2004年の音楽-2005年の音楽-2006年の音楽

## 概要
- 1月、HOUND DOGの大友康平が意見対立で当時の所属事務所マザーエンタープライズとの関係が悪化、4月に個人事務所「イエホック」設立、マザーはHOUND DOGとの契約を終了。その後2006年以降、大友とHOUND DOG他メンバー5人との切り捨て訴訟が起こる。
- 1月13日 - 歌手・ミュージカル女優の本田美奈子.が、前日の1月12日に急性骨髄性白血病と診断され緊急入院、当面の間音楽活動の休止を発表。
- 1月30日 - 飯田圭織がモーニング娘。を卒業。
- 1月31日 - 鬼束ちひろがマネジメント会社との契約をわずか9ヶ月で終了し、実質活動休止となる。
- 2月9日 - この日に氷川きよしのシングル「初恋列車」が発売。オリコンでは初登場1位となり、演歌ソロ歌手としては18年ぶりのオリコン首位獲得となった。
- 3月24日 - I WiSH（川嶋あいほか）解散。
- 4月1日 - ZONE解散。
- 4月7日 - 島倉千代子の代表曲「人生いろいろ」などで知られる作曲家・作詞家の中山大三郎が死去（64歳没）。
- 4月14日 - 矢口真里がモーニング娘。を脱退。
- 5月 - ZARDが「星のかがやきよ/夏を待つセイル(帆)のように」で5年10ヶ月ぶりのオリコンシングルトップ3入りを果たす。
- 5月7日 - 石川梨華がモーニング娘。を卒業。
- 5月14日 - FANATIC◇CRISISが東京ベイNKホールでのコンサートを以て解散。
- 5月19日・21日 - 第50回ユーロビジョン・ソング・コンテストがウクライナのキエフで開催。エレーナ・パパリズー（ギリシャ）が優勝。
- 6月 - 初代ボーカリスト寺田恵子の呼びかけでSHOW-YA再結成。角田美喜は女性3ピースバンド「e-ha?」としての活動は続投。メンバー全員曰く、「第2幕」とのこと。
- 7月 - 「バリバリ最強No.1」で知られる、川島だりあ率いるバンドFEEL SO BADが活動再開。
- 7月20日 - GLAYとEXILEがGLAY×EXILEとしてコラボレーション。「SCREAM」を発売。
- 7月31日 - ORANGE RANGEからドラムスのKATCHANが脱退。
- 8月 - day after tomorrowが活動休止（実質解散）。後にボーカルのmisonoがソロ活動をする。
- 8月4日 - Apple ComputerがiTunes Music Storeの日本でのサービスを開始。1曲150円または200円でオンライン販売。
- 8月7日 - 「ROCK IN JAPAN FESTIVAL」で銀杏BOYZの峯田和伸がライブ中全裸になり茨城県警に書類送検された（同年1月15日に『DOOR』、『君と僕の第三次世界大戦的恋愛革命』を発表していた。）。
- 9月29日 - Do As Infinity解散。最後のライブを11月25日、武道館で行う。2008年に活動再開。
- 11月4日 - シンガーソングライターで、チューリップの第3期メンバーの一人だった高橋ひろが死去（41歳没）。
- 11月6日 - 急性骨髄性白血病の加療専念で活動休止中の本田美奈子.が、白血病の再発生・合併症により死去（38歳没）。
- 11月11日 - THE HIGH-LOWS活動休止。後にメンバーの甲本ヒロト、真島昌利は翌2006年にザ・クロマニヨンズを結成する。
- 12月7日 - 倖田來未が12週連続シングルリリース企画を始動。J-POPアーティストが週1回で12週連続という企画は世界初である。
- 12月13日 - 2005年の日本レコード大賞の審査委員長だった阿子島たけしが死去（65歳没）。
- 12月31日 - 第56回NHK紅白歌合戦
  - 紅組トリ - 天童よしみ、白組トリ（大トリ） - SMAP
  - 初出場 - AI、伊藤由奈、m-flo、北山たけし、グループ魂、倖田來未、コブクロ、ゴリエ、スキマスイッチ、D-51、DEF.DIVA、Def Tech、松任谷由実 with Friends Of Love The Earth、山崎まさよし、渡辺美里、WaT
  - WaTはメジャーデビューから史上最短で初出場。メジャーデビュー曲「僕のキモチ」を披露した。

## 洋楽シングル
- KTタンストール「ブラック・ホース・アンド・ザ・チェリー・ツリー」
- ゴリラズ「Feel Good Inc.」
- ジェームス・ブラント「ユア・ビューティフル」
- デスティニーズ・チャイルド「ルーズ・マイ・ブレス」
- バナナラマ「マイ・ディレクション」
- ブライアン・マックファーデン&デルタ・グッドレム 「オールモスト・ヒア」
- フー・ファイターズ「ベスト・オブ・ユー」
- ブレイク・シェルトン「グッドバイ・タイム」
- マクフライ「オール・アバウト・ユー」
- マドンナ「ハング・アップ」[1]
- ロビー・ウィリアムズ「トリッピング」

## 洋楽アルバム
- ブルース・スプリングスティーン : Devils and Dust
- コールドプレイ『X&Y』
- Depeche Mode : Playing the Angel|Playing the angel
- エミネム : Curtain Call: The Hits
- Foo Fighters : In Your Honor
- ゴリラズ : Demon Days
- Il Divo : Ancora
- Il Divo : Il Divo
- Jack Johnson : In Between Dreams|In between dreams
- James Blunt : Back to Bedlam
- Kelly Clarkson : Breakaway
- 50セント『ザ・マッサカー~殺戮の日。』
- バックストリート・ボーイズ『ネヴァー・ゴーン』

## ジャズ
- ダイアナ・クラール: クリスマス・ソングズ
- ジェームス・モリソン: Gospel Collection
- リッピングトンズ: Wild Card
- Tord Gustavsen　Trio: The Ground
- Hans Mathisen: Quiet Songs

## クラシック
- カール・ジェンキンス – レクイエム
- Kalevi Aho – Clarinet Concerto
- Louis Andriessen – De Opening
- Leonardo Balada – Symphony No. 6 Symphony of Sorrows
- Joël-François Durand – String Quartet
- Lorenzo Ferrero – Macuilli Mexihcateteouh (Five Aztec Gods)
- Christian Forshaw – Mortal Flesh
- Philip Glass - Symphony No. 7

## 日本のシングル
- 総売上枚数4629万枚（前年比104.2%）。
- ミリオンセラーは前年に引き続き、2年連続で皆無であった。この年発売された「青春アミーゴ」は、2005年12月までの累計は94万枚、最終的には約160万枚の大ヒット。
- ミリオンセラーは出なかったものの、上位3作は全て90万枚台であり、前年の年間1位の売り上げを上回っている。
- 前年から引き続き、ORANGE RANGEの人気が続く。この年発売したシングルすべてがTOP20入りした。
- 映画『NANA』の主題歌となった中島美嘉（NANA starring〜名義）、同じく劇中歌となった伊藤由奈（REIRA starring〜名義）のデビュー曲が揃ってTOP20入り。
- 松平健の「マツケンサンバII」が大ブームに。DVD付きのCDシングルとして発売され、自身初の年間TOP50入り。週間チャートでも3位まで上昇した。
- ケツメイシの「さくら」が90万枚越えの大ヒット。年間チャートでも1位を維持し続けたが、最後の2週間で「青春アミーゴ」が約3000枚の僅差で上回った。
- 修二と彰の他、アルバムも含めデュオアーティストの活躍が目立った年であった[2]。

### 邦楽年間TOP50
※集計期間 2004年12月6日付 - 2005年11月28日付
集計会社 オリコン
- 1位 修二と彰：「青春アミーゴ」
- 2位 ケツメイシ：「さくら」
- 3位 Mr.Children：「四次元 Four Dimensions」
- 4位 ORANGE RANGE：「* 〜アスタリスク〜」
- 5位 GLAY×EXILE：「SCREAM」
- 6位 KinKi Kids：「Anniversary」
- 7位 B'z：「OCEAN」
- 8位 ORANGE RANGE：「ラヴ・パレード」
- 9位 トラジ・ハイジ：「ファンタスティポ」
- 10位 NANA starring MIKA NAKASHIMA：「GLAMOROUS SKY」
- 11位 ORANGE RANGE：「お願い!セニョリータ」
- 12位 ORANGE RANGE：「キズナ」
- 13位 D-51：「NO MORE CRY」
- 14位 SMAP：「BANG! BANG! バカンス!」
- 15位 コブクロ：「ここにしか咲かない花」
- 16位 サザンオールスターズ：「愛と欲望の日々／LONELY WOMAN」
- 17位 SMAP：「友だちへ 〜Say What You Will〜」
- 18位 BENNIE K：「Dreamland」
- 19位 REIRA starring YUNA ITO：「ENDLESS STORY」
- 20位 浜崎あゆみ：「STEP you／is this LOVE?」
- 21位 ORANGE RANGE：「花」
- 22位 Janne Da Arc：「月光花」
- 23位 浜崎あゆみ：「HEAVEN」
- 24位 KinKi Kids：「ビロードの闇」
- 25位 浜崎あゆみ：「fairyland」
- 26位 大塚愛：「SMILY／ビー玉」
- 27位 B'z：「愛のバクダン」
- 28位 トンガリキッズ：「トンガリキッズ I」
- 29位 アンダーグラフ：「ツバサ」
- 30位 Crystal Kay：「恋におちたら」
- 31位 松平健：「マツケンサンバII」
- 32位 NEWS：「チェリッシュ」
- 33位 サザンオールスターズ：「BOHBO No.5／神の島遥か国」
- 34位 NEWS：「TEPPEN」
- 35位 BUMP OF CHICKEN：「プラネタリウム」
- 36位 関ジャニ∞：「好きやねん、大阪。／桜援歌 (Oh! ENKA)／無限大」
- 37位 L'Arc〜en〜Ciel：「Link」
- 38位 ポルノグラフィティ：「ネオメロドラマティック／ROLL」
- 39位 氷川きよし：「初恋列車」
- 40位 HIGH and MIGHTY COLOR：「PRIDE」
- 41位 大塚愛：「プラネタリウム」
- 42位 平原綾香：「Jupiter」
- 43位 AI：「Story」
- 44位 aiko：「キラキラ」
- 45位 平井堅：「POP STAR」
- 46位 福山雅治：「泣いたりしないで／RED×BLUE」
- 47位 EXILE：「EXIT」
- 48位 Gorie with Jasmine & Joann：「Pecori♥Night」
- 49位 L'Arc〜en〜Ciel：「Killing Me」
- 50位 DREAMS COME TRUE：「何度でも」

### インディーズシングル年間10
|    | アーティスト名           | 曲名                                   | レーベル                               |
| -- | ------------------------ | -------------------------------------- | -------------------------------------- |
| 1  | サスケ                   | 青いベンチ                             | MOMOMO Records                         |
| 2  | クレイジーケンバンド     | タイガー&ドラゴン                      | SUBSTANCE                              |
| 3  | Ken Yokoyama             | How Many More Times                    | PIZZA OF DEATH RECORDS                 |
| 4  | こっこちゃんとしげるくん | SING A SONG 〜NO MUSIC, NO LOVE LIFE〜 | NMNL RECORDS                           |
| 5  | ガゼット                 | reila                                  | PS COMPANY                             |
| 6  | 川嶋あい                 | 絶望と希望                             | TSUBASA RECORDS                        |
| 7  | ムラマサ☆                | SUMMER OF LOVE                         | Limited Records                        |
| 8  | サスケ                   | 永遠の夏/輝く明日の方へ                | MOMOMO Records                         |
| 9  | イ・ジョンヒョン         | Heaven/ワ -come on-                    | ユナイテッド・アジアエンターティメント |
| 10 | ユン・ゴン               | 恋をするのなら                         | アミューズソフトエンタテインメント     |

## 日本のアルバム
- 総売上枚数7792万枚（前年比98.5%）。
- アルバムのミリオンセラーは10作、前年の6作を上回り、2001年（22作）以来4年ぶりに2ケタ登場した。
- 倖田來未のベスト・アルバムが大ヒット。収録曲に週間チャート1位獲得作品はなく、最大のヒットである『real Emotion／1000の言葉』の売り上げは約28万枚であったが、約120万枚の大ヒットとなった。
- サザンオールスターズの7年ぶりとなるオリジナルアルバムがミリオンセラーに。
- インターネット上のMacromedia Flash（現・Adobe Flash）で取り上げられたO-Zoneの『恋のマイアヒ』がヒット（表題曲は、着うたにおいて400万DLの大台を達成、現在までこの記録は破られていない）。と同時に、のまネコ問題と呼ばれる騒動も発生した。
- Def Techの同名デビューアルバムが、インディーズメーカーからのリリースにもかかわらず、ミリオンセラーを達成するヒット。最終的な売り上げは約192万枚まで伸びた。
- 東芝EMI（現・EMIミュージック・ジャパン）から発売された、『ベスト・クラシック100』がロングヒットに。CD6枚組・全100曲収録で3000円という低価格が売りとなり、ヒットに繋がった。

### 総合アルバム年間TOP50（邦楽・洋楽）
※集計期間 2004年12月6日付 - 2005年11月28日付
集計会社 オリコン
- 1位 ORANGE RANGE：『musiQ』
- 2位 ケツメイシ：『ケツノポリス4』
- 3位 平井堅：『SENTIMENTALovers』
- 4位 Def Tech：『Def Tech』
- 5位 EXILE：『PERFECT BEST』
- 6位 倖田來未：『Best 〜first things〜』
- 7位 浜崎あゆみ：『MY STORY』
- 8位 Mr.Children：『I ♥ U』
- 9位 BoA：『BEST OF SOUL』
- 10位 サザンオールスターズ：『キラーストリート』
- 11位 ORANGE RANGE：『ИATURAL』
- 12位 O-Zone：『DISCO-ZONE 〜恋のマイアヒ〜』
- 13位 ゆず：『Home 〔1997〜2000〕』
- 14位 Def Tech：『Lokahi Lani』
- 15位 B'z：『THE CIRCLE』
- 16位 中島美嘉：『MUSIC』
- 17位 KinKi Kids：『KinKi Single Selection II』
- 18位 ゆず：『Going 〔2001〜2005〕』
- 19位 バックストリート・ボーイズ：『ネヴァー・ゴーン』
- 20位 RIP SLYME：『グッジョブ!』
- 21位 DREAMS COME TRUE：『DIAMOND15』
- 22位 倖田來未：『secret』
- 23位 小田和正：『そうかな』
- 24位 デスティニーズ・チャイルド：『デスティニー・フルフィルド 』
- 25位 LOVE PSYCHEDELICO：『Early Times』
- 26位 aiko：『夢の中のまっすぐな道』
- 27位 安室奈美恵：『Queen of Hip-Pop』
- 28位 Various Artists：『ベスト・クラシック100』
- 29位 ポルノグラフィティ：『THUMPχ』
- 30位 大塚愛：『LOVE JAM』
- 31位 GLAY：『-Ballad Best Singles- WHITE ROAD』
- 32位 SMAP：『SAMPLE BANG!』
- 33位 東京事変：『教育』
- 34位 スキマスイッチ：『空創クリップ』
- 35位 AI：『MIC-A-HOLIC A.I.』
- 36位 MISIA：『SINGER FOR SINGER』
- 37位 デスティニーズ・チャイルド：『ナンバーワンズ』
- 38位 スピッツ：『スーベニア』
- 39位 L'Arc〜en〜Ciel：『AWAKE』
- 40位 ブリトニー・スピアーズ：『グレイテスト・ヒッツ:マイ・プリロガティヴ』
- 41位 YUKI：『joy』
- 42位 m-flo：『BEAT SPACE NINE』
- 43位 ゴスペラーズ：『G10』
- 44位 Crystal Kay：『Crystal Style』
- 45位 ブラック・アイド・ピーズ：『モンキー・ビジネス』
- 46位 THE YELLOW MONKEY：『MOTHER OF ALL THE BEST』
- 47位 Do As Infinity：『Do The A-side』
- 48位 Various Artists：『機動戦士ガンダムSEED DESTINY COMPLETE BEST』
- 49位 山崎まさよし：『BLUE PERIOD』
- 50位 ボン・ジョヴィ：『ハヴ・ア・ナイス・デイ』

### インディーズアルバム年間10
|    | アーティスト名                       | 曲名                                               | 最高順位                               |
| -- | ------------------------------------ | -------------------------------------------------- | -------------------------------------- |
| 1  | Def Tech                             | Def Tech                                           | TENSAIBAKA RECORDS                     |
| 2  | Def Tech                             | Lokahi Lani                                        | TENSAIBAKA RECORDS                     |
| 3  | ELLEGARDEN                           | RIOT ON THE GRILL                                  | Dynamord                               |
| 4  | サスケ                               | Smile                                              | MOMOMO Records                         |
| 5  | Hawaiian6                            | BEGINNINGS                                         | PIZZA OF DEATH RECORDS                 |
| 6  | リュウ/ソン                          | 冬の恋歌 オリジナルサウンドトラック完全盤 -国内盤- | ユナイテッド・アジアエンターティメント |
| 7  | 銀杏BOYZ                             | 君と僕の第三次世界大戦的恋愛革命                   | UKプロジェクト                         |
| 8  | クレイジーケンバンド                 | Soul Punch                                         | SUBSTANCE                              |
| 9  | 銀杏BOYZ                             | DOOR                                               | UKプロジェクト                         |
| 10 | Zero/イ・ジョンヒョン/リュ・シウォン | Beautiful Days 〜美しき日々〜                      | ユナイテッド・アジアエンターティメント |

## 日本のDVD
※集計期間 2004年12月6日付 - 2005年11月28日付
- 1位 KAT-TUN『KAT-TUN Live 海賊帆』
- 2位 Mr.Children『Mr.Children Tour 2004 シフクノオト』
- 3位 KinKi Kids『KinKi Kids Dome Tour 2004-2005 -Font De Anniversary.-』
- 4位 倖田來未『secret 〜FIRST CLASS LIMITED LIVE〜』
- 5位 大塚愛『JAM PUNCH TOUR 2005〜コンドルのパンツがくいコンドル〜at Tokyo International Forum Hall A on 1st of June 2005』
- 6位 松平健『マツケンサンバII 振り付け完全マニュアルDVD』
- 7位 ORANGE RANGE『ヴィデヲ・DE・リサイタル』
- 8位 ブリトニー・スピアーズ『グレイテスト・ヒッツ：マイ・プリロガティブDVD』
- 9位 Various Artists（NEWS、KAT-TUN、ジャニーズJr.ほか）『SUMMARY of Johnnys World』
- 10位 サザンオールスターズ『サザンオールスターズ Video Clip Show ベストヒットUSAS (ULTRA SOUTHERN ALL STARS)』
- 11位 ZARD『What a beautiful moment』
- 12位 稲葉浩志『LIVE 2004 〜en〜』
- 13位 関ジャニ∞『Excite!!』
- 14位 KAT-TUN『お客様は神サマーConcert 55万人愛のリクエストに応えて!!』
- 15位 氷室京介『KYOSUKE HIMURO 21ST CENTURY BOØWYS VS HIMURO AN ATTEMPT TO DISCOVER NEW TRUTHS』
- 16位 浜崎あゆみ『ayumi hamasaki ARENA TOUR 2005 A 〜MY STORY〜』
- 17位 堂本剛『TSUYOSHI DOMOTO 2nd Live ［si:］ 〜FIRST LINE〜』
- 18位 嵐『2004 嵐!いざッ、Now Tour!!』
- 19位 GLAY『10th Anniversary Year Final GLAY DOME TOUR 2005“WHITE ROAD”in TOKYO DOME』
- 20位 BUMP OF CHICKEN『ユグドラシル』
- 21位 ケツメイシ『ケツの穴 〜初級篇〜』
- 22位 浜崎あゆみ『ayumi hamasaki COUNTDOWN LIVE 2004-2005 A』
- 23位 L'Arc〜en〜Ciel『SMILE TOUR 2004 〜全国編〜』
- 24位 長渕剛『桜島』
- 25位 GLAY『LOVES & THANKS 〜波動する心音〜GLAY EXPO 2004 in UNIVERSAL STUDIOS JAPAN“THE FRUSTRATED”』
- 26位 L'Arc〜en〜Ciel『LIVE IN U.S.A.〜at 1st Mariner Arena July 31,2004〜』
- 27位 ORANGE RANGE『ヴィデヲ・ラ・コンタクト』
- 28位 東京事変『Dynamite out』
- 29位 RIP SLYME『ROUGH-CUT FIVE』
- 30位 Bank Band『BGM Vol.2 〜沿志奏逢』
- 31位 浜田省吾『SHOGO HAMADA Visual Collection "FLASH&SHADOW"』
- 32位 BoA『BoA ARENA TOUR 2005 -BEST OF SOUL-』
- 33位 東京事変『Dynamite in』
- 34位 倉木麻衣『Mai Kuraki 5th Anniversary Edition Grow, Step by Step』
- 35位 ASIAN KUNG-FU GENERATION『映像作品集1巻』
- 36位 スウィングガールズ&ア・ボーイ『スウィングガールズ ファースト&ラスト コンサート』
- 37位 YUKI『ユキビデオ』
- 38位 モーニング娘。『モーニング娘。コンサートツアー 2005春 〜第六感 ヒット満開!〜』
- 39位 aiko『LOVE LIKE POP add.』
- 40位 Various Artists『Hello! Project 2005 winter オールスターズ大乱舞-A HAPPY NEW POWER!飯田圭織卒業スペシャル』
- 41位 V6『Very best LIVE -1995〜2004-』
- 42位 ポルノグラフィティ『5th Anniversary Special Live "PURPLE'S" IN TOKYO TAIIKUKAN 2004』
- 43位 東京事変『Tokyo incidents vol.1』
- 44位 平井堅『Ken Hirai Films Vol.7』
- 45位 V6『Film V6 act IV -BALLAD CLIPS and more-』
- 46位 モーニング娘。『モーニング娘。コンサートツアー2004『The Best of Japan 夏〜秋'04』』
- 47位 モーニング娘。『映像 ザ・モーニング娘。3 〜シングルMクリップス〜』
- 48位 V6『Film V6 act IV -BALLAD CLIPS and more-』
- 49位 w-inds.『w-inds."PRIME OF LIFE" Tour 2004』
- 50位 氣志團『氣志團現象最終章“THE LAST SONG”in 東京ドーム』

Category:2005年のライブ・ビデオを参照

## 音楽配信 (日本)
着うた®年間
- 1位 O-ZONE「恋のマイアヒ」
- 2位 ケツメイシ「さくら」
- 3位 ORANGE RANGE「以心電信」
- 4位 BENNIE K「Dreamland」
- 5位 AI「Story」
- 6位 REIRA  starring YUNA ITO「ENDLESS STORY」
- 7位 トンガリキッズ「B-DASH (Ver.HANAGOE)」
- 8位 ORANGE RANGE「ラヴ・パレード」
- 9位 修二と彰「青春アミーゴ」
- 10位 NANA starring MIKA NAKASHIMA「GLAMOROUS SKY」

着信メロディ年間
- 1位 ケツメイシ「さくら」
- 2位 ORANGE RANGE「以心電信」
- 3位 D-51「NO MORE CRY」
- 4位 ORANGE RANGE「花」
- 5位 トラジ・ハイジ「ファンタスティポ」
- 6位 ORANGE RANGE「*〜アスタリスク〜」
- 7位 O-ZONE「恋のマイアヒ」
- 8位 BENNIE K「Dreamland」
- 9位 アンダーグラフ「ツバサ」
- 10位 大塚愛「SMILY」

### 音楽配信ゴールド認定シングル
| 作品名                                                            | 認定月     |
| 3ミリオン                                                         | 3ミリオン  |
| ----------------------------------------------------------------- | ---------- |
| AI「Story」                                                       | 2011年2月  |
| 2ミリオン                                                         |            |
| コブクロ「桜」                                                    | 2011年4月  |
| ミリオン                                                          |            |
| AKINO「創聖のアクエリオン」                                       | 2014年2月  |
| 大塚愛「プラネタリウム」                                          | 2018年5月  |
| トリプル・プラチナ                                                |            |
| EXILE「ただ…逢いたくて」                                          | 2014年1月  |
| コブクロ「ここにしか咲かない花」                                  | 2014年1月  |
| REIRA starring YUNA ITO「ENDLESS STORY」                          | 2014年1月  |
| NANA starring MIKA NAKASHIMA「GLAMOROUS SKY」                     | 2016年8月  |
| ダブル・プラチナ                                                  |            |
| B'z「いつかのメリークリスマス 〜「恋するハニカミ!」バージョン〜」 | 2011年1月  |
| 小田和正「たしかなこと」                                          | 2014年1月  |
| Crystal Kay「恋におちたら」                                       | 2014年1月  |
| K「Only Human」                                                   | 2014年1月  |
| スキマスイッチ「全力少年」                                        | 2014年12月 |
| レミオロメン「粉雪」                                              | 2016年5月  |
| FLOW「DAYS」                                                      | 2017年5月  |
| 平井堅「POP STAR」                                                | 2021年11月 |
| プラチナ                                                          |            |
| 倖田來未「you」                                                   | 20111年3月 |
| ORANGE RANGE「* 〜アスタリスク〜」                                | 2012年12月 |
| ORANGE RANGE「お願い!セニョリータ」                               | 2014年1月  |
| 中島美嘉「桜色舞うころ」                                          | 2014年1月  |
| L'Arc〜en〜Ciel「Link」                                           | 2014年1月  |
| ジェームス・ブラント「ユア・ビューティフル」                      | 2014年1月  |
| マドンナ「ハング・アップ」                                        | 2014年2月  |
| B'z「OCEAN」                                                      | 2014年3月  |
| D-51「NO MORE CRY」                                               | 2014年8月  |
| HOME MADE 家族「少年ハート」                                      | 2014年10月 |
| Janne Da Arc「月光花」                                            | 2017年3月  |
| ゴールド                                                          |            |
| SOUL'd OUT「To All Tha Dreamers」                                 | 2010年10月 |
| 高橋瞳「僕たちの行方」                                            | 2010年10月 |
| RADWIMPS「25コ目の染色体」                                        | 2010年12月 |
| 倖田來未「大切な君へ」                                            | 2011年6月  |
| Crystal Kay「Kiss」                                               | 2011年12月 |
| 東京事変「修羅場」                                                | 2012年1月  |
| UVERworld「D-tecnoLife」                                          | 2012年9月  |
| UVERworld「CHANCE!」                                              | 2012年10月 |
| K「over...」                                                      | 2014年1月  |
| CHEMISTRY「almost in love」                                       | 2014年1月  |
| SEAMO with BENNIE K「a love story」                               | 2014年1月  |
| YUKI「ドラマチック」                                              | 2014年1月  |
| YUKI「歓びの種」                                                  | 2014年1月  |
| ショーン・ポール「テンプラチャー」                                | 2014年1月  |
| 倖田來未「hands」                                                 | 2014年7月  |
| ユンナ「ほうき星」                                                | 2015年11月 |
| 上戸彩「夢のチカラ」                                              | 2016年5月  |
| L'Arc〜en〜Ciel「New World」                                      | 2016年8月  |
| 大塚愛「Cherish」                                                 | 2017年2月  |
| 安室奈美恵「White Light」                                         | 2017年11月 |
| 元ちとせ「語り継ぐこと」                                          | 2017年12月 |
| 高田梢枝「秘密基地」                                              | 2019年7月  |
| SOUL'd OUT「ALIVE」                                               | 2021年7月  |
| 陰陽座「蛟龍の巫女」                                              | 2022年1月  |

### ストリーミング認定シングル
| 作品名                       | 認定月     |
| ゴールド                     | ゴールド   |
| ---------------------------- | ---------- |
| AI「Story」                  | 2022年2月  |
| スキマスイッチ「全力少年」   | 2022年5月  |
| 大塚愛「プラネタリウム」     | 2022年9月  |
| DREAMS COME TRUE「何度でも」 | 2022年10月 |

## カラオケ年間50 (日本)
- 1位 ORANGE RANGE「花」
- 2位 夏川りみ「涙そうそう」
- 3位 一青窈「ハナミズキ」
- 4位 ケツメイシ「さくら」
- 5位 大塚愛「さくらんぼ」
- 6位 木の実ナナ&五木ひろし「居酒屋」
- 7位 浜圭介と桂銀淑「北空港」
- 8位 都はるみ・宮崎雅「ふたりの大阪」
- 9位 石原裕次郎「北の旅人」
- 10位 SMAP「世界に一つだけの花」
- 11位 平井堅「瞳をとじて」
- 12位 吉幾三「酒よ」
- 13位 石川さゆり「天城越え」
- 14位 石原裕次郎・牧村旬子「銀座の恋の物語」
- 15位 サスケ「青いベンチ」
- 16位 門倉有希「ノラ」
- 17位 AI「Story」
- 18位 尾崎豊「I LOVE YOU」
- 19位 コブクロ「ここにしか咲かない花」
- 20位 美空ひばり「みだれ髪」
- 21位 川中美幸「二輪草」
- 22位 藤谷美和子・大内義昭「愛が生まれた日」
- 23位 ORANGE RANGE「以心電信」
- 24位 テレサ・テン「つぐない」
- 25位 水森かおり「鳥取砂丘」
- 26位 ORANGE RANGE「ロコローション」
- 27位 アンダーグラフ「ツバサ」
- 28位 イルカ「なごり雪」
- 29位 橋幸夫・安倍里葎子「今夜は離さない」
- 30位 大川栄策「さざんかの宿」
- 31位 Crystal Kay「恋におちたら」
- 32位 岩崎良美「タッチ」
- 33位 サザンオールスターズ「TSUNAMI」
- 34位 テレサ・テン「時の流れに身をまかせ」
- 35位 倖田來未「キューティーハニー」
- 36位 鈴木聖美 with Rats&Star「ロンリーチャップリン」
- 37位 森山直太朗「さくら（独唱）」
- 38位 HY「AM11:00」
- 39位 天童よしみ「珍島物語」
- 40位 松平健「マツケンサンバII」
- 41位 大塚愛「SMILY」
- 42位 鳥羽一郎「兄弟船」
- 43位 スピッツ「チェリー」
- 44位 トラジ・ハイジ「ファンタスティポ」
- 45位 ORANGE RANGE「ラヴ・パレード」
- 46位 長渕剛「しあわせになろうよ」
- 47位 NANA starring MIKA NAKASHIMA「GLAMOROUS SKY」
- 48位 川中美幸「うすゆき草」
- 49位 柴咲コウ「かたち あるもの」
- 50位 大塚愛「黒毛和牛上塩タン焼680円」

## イベント
- 2月4日 - 安室奈美恵がタイで行われたスマトラ島沖地震支援イベントに出演
- 3月8日（サンバの日） - 松平健（『マツケンサンバII』） 東京ドーム公演
- 3月24日 - 愛・地球博 開会式等のイベントに浜崎あゆみ・MISIAらが出演
- 7月16日〜18日 - ap bank fes '05開催。以降、毎年開催。Mr.Childrenを始め、浜田省吾、井上陽水、佐野元春らがゲスト出演。
- 7月23日〜24日 - ゆず『GO HOME』 日産スタジアム公演

### 毎年恒例イベント
| 開催日                                               | タイトル                                                       |
| ---------------------------------------------------- | -------------------------------------------------------------- |
| 2月19日                                              | THE GREENROOM FESTIVAL '05（初回）                             |
| 4月29日                                              | ARABAKI ROCK FEST.04292005                                     |
| 5月7日                                               | FM802 & SPACE SHOWER TV presents SWEET LOVE SHOWER 2005 SPRING |
| 5月28日                                              | 湘南音祭Vol.0                                                  |
| 7月2日・3日                                          | 第23回 PEACEFUL LOVE ROCK FESTIVAL 2005                        |
| 7月9日                                               | ASIAN KUNG-FU GENERATION presents NANO-MUGEN FES. 2005         |
| 7月10日・日                                          | Animelo Summer Live 2005 -THE BRIDGE-（初回）                  |
| 7月16日                                              | MEGA☆ROCKS 2005                                                |
| 7月16日                                              | WIRE05                                                         |
| 7月23日・24日                                        | ロラパルーザ 2005                                              |
| 7月23日・24日                                        | SETSTOCK 2005                                                  |
| 7月24日                                              | MEET THE WORLD BEAT 2005                                       |
| 7月29日・30日・31日                                  | FUJI ROCK FESTIVAL 2005                                        |
| 7月30日・31日                                        | HIGHER GROUND 2005                                             |
| 7月31日・8月7日 8月14日・8月21日・22日 8月28日・29日 | a-nation 2005                                                  |
| 8月5日・6日・7日                                     | ROCK IN JAPAN FESTIVAL 2005                                    |
| 8月7日                                               | 八食サマーフリーライブ 2005                                    |
| 8月13日                                              | Exciting Summer in WAJIKI 2005                                 |
| 8月13日・14日                                        | SUMMER SONIC 2005                                              |
| 8月14日                                              | Sky Jamboree '05 〜愛言葉〜                                    |
| 8月16日・17日                                        | ロックロックこんにちは! in 仙台 2005                           |
| 8月16日〜9月4日                                      | TREASURE05X 2005                                               |
| 8月19日・20日                                        | RISING SUN ROCK FESTIVAL 2005                                  |
| 8月19日・20日・21日                                  | J-WAVE LIVE 2000+5                                             |
| 8月21日                                              | GOING KOBE 2005（初回）                                        |
| 8月26日・27日・28日                                  | ロックロックこんにちは! Ver. Episode-Q                         |
| 8月27日                                              | SOUND MARINA 2005～Feel the Voice 4～                          |
| 8月27日                                              | 横浜レゲエ祭 2005                                              |
| 8月27日・28日                                        | MONSTER baSH 2005                                              |
| 8月28日                                              | Golden Circle Vol.7                                            |
| 8月28日                                              | RUSH BALL 2005                                                 |
| 9月2日・3日・4日                                     | 13th Sunset Live 2005                                          |
| 9月3日                                               | 音楽と髭達 2005                                                |
| 9月3日                                               | OTODAMA 音泉魂（初回）                                         |
| 9月4日                                               | BOYZ OF SUMMER'05                                              |
| 9月10日・11日                                        | 定禅寺ストリートジャズフェスティバル 2005                      |
| 9月10日〜18日                                        | RADIO BERRY ベリテンライブ2005                                 |
| 9月10日・24日                                        | YAMAZAKI MASAYOSHI in Augusta Camp 2005                        |
| 9月18日                                              | JJ CLUB 100 presents SPACE SHOWER SWEET LOVE SHOWER 2005       |
| 10月1日・2日                                         | 朝霧JAM 2005                                                   |
| 10月7日・日                                          | Dream Power ジョン・レノン スーパー・ライヴ 2005               |
| 10月21日・22日・23日                                 | MINAMI WHEEL 2005                                              |
| 11月20日                                             | Golden Circle Vol.8                                            |
| 12月1日                                              | Act Against AIDS 2005「THE VARIETY 13」                        |
| 12月5日                                              | 天嘉-四-                                                       |
| 12月22日                                             | 湘南音祭Vol.0.5                                                |
| 12月29日・30日・31日                                 | COUNTDOWN JAPAN 05/06                                          |
| 12月31日                                             | 第56回NHK紅白歌合戦                                            |

### 日本武道館公演
- 1月1日 - 氷室京介
- 1月2日 - 水樹奈々
- 1月3日・4日 - PIERROT
- 1月14日 - ビースティ・ボーイズ
- 1月21日・22日・23日 - スティング
- 2月1日 - 吉川晃司
- 3月9日 - レミオロメン
- 3月12日・13日・30日・31日 - TOKIO
- 3月14日・15日 - アヴリル・ラヴィーン
- 3月16日 - R.E.M.
- 4月1日 - ZONE
- 4月14日・15日 - デスティニーズ・チャイルド
- 4月18日・19日 - ゴスペラーズ
- 4月20日 - ノラ・ジョーンズ
- 4月23日・27日 - ブライアン・アダムス
- 5月6日・7日 - モーニング娘。（7日は二部制）
- 5月18日・19日 - ジューダス・プリースト
- 5月20日 - YUKI
- 5月27日 - LOVE PSYCHEDELICO
- 5月31日 - Do As Infinity
- 7月2日 - Tourbillon
- 7月6日・7日 - 小田和正
- 7月9日 - HOUND DOG
- 7月21日・22日 - aiko
- 7月28日・29日 - 松田聖子
- 8月2日 - SHAKALABBITS
- 8月22日 - パク・ヨンハ
- 8月25日・26日 - w-inds.
- 9月3日 - レイン
- 9月6日・7日 - さだまさし
- 9月14日 - Janne Da Arc
- 9月21日・22日 - 小田和正
- 9月24日・25日 - モーニング娘。（二部制）
- 10月20日・11月10日・11日 - 槇原敬之
- 10月27日・28日 - 倉木麻衣
- 11月8日・9日 - 長渕剛
- 11月15日・16日 - ジャミロクワイ
- 11月25日 - Do As Infinity
- 12月1日 - Act Against AIDS
- 12月6日・7日 - 小田和正
- 12月10日 - RAG FAIR
- 12月13日・14日・15日・16日・17日・18日 - ポルノグラフィティ
- 12月19日 - 大黒摩季
- 12月20日・21日 - 山崎まさよし
- 12月22日・23日・24日 - THE ALFEE
- 12月26日 - Skoop On Somebody
- 12月27日・28日 - 矢井田瞳
- 12月29日 - BUCK-TICK
- 12月30日・31日 - 藤井フミヤ

### 東京ドーム公演
- 1月1日 - KinKi Kids
- 3月8日 - 松平健
- 3月12日・13日 - GLAY
- 9月4日・5日・7日 - B'z
- 9月24日・25日 - L'Arc〜en〜Ciel
- 9月28日・29日 - SMAP
- 11月26日・27日 - Mr.Children
- 12月1日・3日・4日 - サザンオールスターズ
- 12月20日 - 平井堅
- 12月24日 - Gackt
- 12月27日 - Mr.Children
- 12月30日・31日 - KinKi Kids

## 主要な賞
| 賞                                | 受賞作・受賞者 |
| --------------------------------- | --- |
| 第47回日本レコード大賞            | 12月31日授賞式・新国立劇場 - レコード大賞 - 倖田來未『Butterfly』 - 最優秀歌唱賞 - 水森かおり『五能線』 - 最優秀新人賞 - AAA - ベストアルバム賞 - ケツメイシ『ケツノポリス4』 - 金賞 - Lead『あたらしい季節へ』 - w-inds.『十六夜の月』 - 鈴木亜美『Eventful』 - 夏川りみ『ココロツタエ』 - コブクロ『桜』 - 原田悠里『沙(すな)の川』 - 氷川きよし『初恋列車』 - 大塚愛『プラネタリウム』 |
| 第43回ゴールデン・アロー賞        | - 音楽賞 - 倖田來未 |
| 第38回日本有線大賞                | 12月17日・TBS - 日本有線大賞 - 氷川きよし - 最多リクエスト歌手賞 - 氷川きよし - 最多リクエスト曲賞 - 冠二郎『ほろよい酔虎伝』 - 最優秀新人賞 - 伊藤由奈 3年連続で氷川きよしが大賞を受賞。1984 - 86年のテレサ・テン以来、2人目の快挙を成し遂げた。 |
| 第38回日本作詩大賞                | 島津亜矢「大器晩成」 |
| 第37回サントリー音楽賞            | 鈴木秀美 |
| 第35回エクソンモービル音楽賞      | - 邦楽部門 - 味見亨 - 洋楽部門（本賞） - 中村紘子 - 洋楽部門（奨励賞） - 渡辺玲子 |
| 第23回JASRAC賞                    | - 金賞 - ORANGE RANGE：「花」 - 銀賞 - ケツメイシ：「さくら」 - 銅賞 - SMAP：「世界に一つだけの花」 - 国際賞 - ポケットモンスター BGM - 外国作品賞 - ZOOM ZOOM ZOOM |
| 第19回TEENS' MUSIC FESTIVAL       | - オーディエンス大賞 - SUPER BEAVER |
| 第19回日本ゴールドディスク大賞    | 3月10日授賞式、対象：2004年2月1日 - 2005年1月31日までの作品 - アーティスト・オブ・ザ・イヤー邦楽 - ORANGE RANGE - アーティスト・オブ・ザ・イヤー洋楽 - QUEEN |
| 第16回日本製鉄音楽賞              | - フレッシュアーティスト賞 - 木下美穂子 - 特別賞 - 青木十良 |
| 第15回芥川作曲賞                  | - 斉木由美『アントモフォニーIII』 |
| 第15回出光音楽賞                  | - 佐藤俊介、中野翔太、横坂源 |
| 第9回SPACE SHOWER MUSIC AWARDS    | - VIDEO OF THE YEAR / BEST HIP-HOP/R&B VIDEO - RIP SLYME「GALAXY」 - BEST GROOVE VIDEO / BEST ANIMATION VIDEO - 電気グルーヴ「Cafe de 鬼（顔と科学）」 - BEST REGGAE VIDEO - PUSHIM「SOLDIER」 - BEST NEW ARTIST VIDEOBEST NEW ARTIST VIDEO - Salyu「Dialogue」 - BEST INTERNATIONAL VIDEO - グリーン・デイ「AMERICAN IDIOT」 - BEST COMPUTER GRAPHIC VIDEO - 石野卓球「THE RISING SUNS」 - BEST STORY VIDEO - レミオロメン「3月9日」 - BREAKTHROUGH VIDEO - nobodyknows+「ココロオドル」 - BEST SHOOTING VIDEO - YUKI「Home Sweet Home」 |
| 第7回ホテルオークラ音楽賞         | - 受賞 - 小山実稚恵）、アントネッロ（濱田芳通、石川かおり、西山まりえ） |
| 第7回ライブスピカ                 | - 年間チャンピオン - SERVICE ACE |
| 第6回別宮賞                       | - 受賞 - 小鍛冶邦隆 |
| 第4回佐川吉男音楽賞               | - 音楽賞 - 新実徳英 : シンフォニック・オペラ「白鳥」 - 奨励賞 - 中田直宏 : オペラ「なよ竹の輝夜」 |
| 第4回MTV Video Music Awards Japan | - 最優秀男性アーティストビデオ賞 - 平井堅「瞳をとじて」 - 最優秀女性アーティストビデオ賞 - 中島美嘉「桜色舞うころ」 - 最優秀グループビデオ賞 - リンキン・パーク「Breaking The Habit」 - 最優秀新人アーティストビデオ賞 - サンボマスター「美しき人間の日々」 - 最優秀ビデオ賞 - ORANGE RANGE「花」 - 最優秀ロックビデオ賞 - フーバスタンク「The Reason」 - 最優秀ポップビデオ賞 - ケツメイシ「君にBUMP」 - 最優秀R&Bビデオ賞 - 安室奈美恵「GIRL TALK」 - 最優秀ヒップホップビデオ賞 - ビースティ・ボーイズ「Ch-Check It Out」 - 最優秀映画ビデオ賞 - 平井堅「瞳をとじて」from『世界の中心で、愛を叫ぶ』 - 最優秀コラボレーションビデオ賞 - ジェイ・Z&リンキン・パーク「Numb/Encore」 - 最優秀アルバム賞 - ORANGE RANGE『musiQ』 - Best buzz Asia from Japan - ORANGE RANGE「ロコローション」 - Best buzz Asia from Korea - RAIN「It's Raining」 - Best buzz Asia from Taiwan - 孫燕姿「Running」 - スタイル・アワード - アシャンティ - 最優秀エンターテイメントビデオ賞 - Gorie with Jasmine＆Joann - インターナショナル・ビデオ・アイコン賞 - マライア・キャリー - アジア最優秀パフォーミング・アーティスト賞 - 安室奈美恵 - 最優秀ミュージック・ビデオ監督賞 - 井上靖雄 - 最優秀特殊効果ビデオ賞 - GAGLE |
| 第3回武生作曲賞                   | - 受賞 - 徳永崇『鎧の着け方』フルート、ヴァイオリン、ピアノのための |

## デビュー

### 1月
- 7日 - 平田祥一郎/lisa「GUNDAM EVOLVE../MONTHLY THEME SONG December-January」
- 19日 - ANATAKIKOU「sweet montage A」
- 19日 - 清木場俊介「いつか…」（ソロデビュー）
- 19日 - KOOLOGI「篝火-マティダ ブルース-」
- 19日 - dorlis「マリポーサ」
- 19日 - マイナスターズ「ネガティブハート」
- 22日 - Def Tech「Def Tech」（インディーズデビュー）
- 26日 - Candy「Bye&Thanks」
- 26日 - THC!!「雪」
- 26日 - 名取香り「Gentleman」
- 26日 - HIGH and MIGHTY COLOR「PRIDE」
- 26日 - より子「Cocoon」

### 2月
- 2日 - Mi「未来の地図」
- 2日 - sunny-side up「Birthday Song/Happy Birthday」
- 2日 - Splash Candy「ONLY LOVE」
- 2日 - ティンクティンク「大切なひと/一葉舟」
- 9日 - A Hundred Birds「Fly From The Tree」
- 9日 - Sunbrain「emotion」
- 9日 - JHETT a.k.a.YAKKO for AQUARIUS「GET READY-Nite 2 Remember-feat.Sowelu & BIG-O」
- 9日 - No Regret Life「メロディー」
- 9日 - 松永英也「Brilliant Days」
- 16日 - エイジアエンジニア「スーパーヒーロー/上のほうへ」
- 16日 - サラブレンド「優しい光」
- 16日 - The SANYONS「サンヨンズのラクガキ」
- 16日 - ピ(RAIN)「IT'S RAINING」
- 16日 - 堀下さゆり「カゼノトオリミチ」
- 16日 - 山本サヤカ「惜春」（ソロデビュー）
- 23日 - as「タイムカプセル」
- 23日 - UNSCANDAL「UNSCANDAL」
- 23日 - 岩田さゆり「空飛ぶあの白い雲のように」
- 23日 - 上原奈美「IAM」
- 23日 - 大西ユカリと新世界「5-6-7 & more Live」
- 23日 - 川田まみ／KOTOKO「radiance/地に還る 〜on the earth〜」
- 23日 - GREAT ADVENTURE「GREAT&FUNKY-Reservoir Edition」
- 23日 - GHOSTY BLOW「HORROR MANIA」
- 23日 - PsysEx「Polyrhythm system Exclusive Message iii」
- 23日 - 関口由紀「桜通り十文字」
- 23日 - SE7EN「光」
- 23日 - つばき「昨日の風」
- 23日 - 中ノ森BAND「ラズベリーパイ」
- 23日 - ニコモノ「I Don't Know」
- 23日 - navy&ivory「指輪」
- 23日 - ビアンコネロ「クンロク」
- 23日 - YUI「feel my soul」

### 3月
- 2日 - K「over...」
- 2日 - Sister Q「Night and Day」
- 2日 - 月の203号室「うた」
- 9日 - おおはた雄一「ラグタイム」
- 16日 - 島みやえい子「ULYSSES」
- 16日 - トンガリキッズ「トンガリキッズ I」
- 16日 - POMERANIANS「雑踏ダイバー」
- 23日 - "E"qual「ごうだつゲーム」
- 23日 - CANTA「NON-HOMOGENIZED」
- 23日 - SEAMO「関白」
- 24日 - STANCE PUNKS「モニー・モニー・モニー」
- 25日 - Soul Camp「BIG MAMA」
- 30日 - TAICHI MASTER「DISCO-NNECTION」
- 30日 - 三浦大知「Keep It Goin' On」

### 4月
- 6日 - 伊沢麻未「AIA」
- 6日 - GOATBED「モニカ」
- 6日 - Sider「Not Pretty」
- 6日 - ジャガー「ファイト!ファイト!ちば」
- 6日 - 湘南探偵団「Imaginary」
- 6日 - セカイイチ「石コロブ」
- 6日 - ナオト「サンクチュアリ」
- 6日 - 難波兄弟「明日への讃歌〜Happy Song〜」
- 13日 - 音速ライン「スワロー」
- 13日 - 高橋瞳「僕たちの行方」
- 13日 - DOPING PANDA「High Fidelity」
- 20日 - AMADORI「光〜大切にするべきはその手〜」
- 20日 - 黒川芽以「泪の海（namida no umi）」
- 20日 - KM-MARKIT「VIVID]」
- 20日 - ナナムジカ「Ta-lila〜僕を見つけて〜」
- 20日 - YA-KYIM「Clap'n Clap」
- 21日 - ガガーリン「銀河クラシックス」
- 27日 - AKINO「創聖のアクエリオン」
- 27日 - あふりらんぽ「URUSA IN JAPAN」
- 27日 - 大山百合香「海の青 空の青」
- 27日 - TUFF SESSION「スマイル・アーチ」
- 27日 - 電気グルーヴ×スチャダラパー「Twilight」
- 27日 - 東方神起「Stay With Me Tonight」(日本メジャーデビュー)
- 27日 - NANA、UR@N「Dreaming Continue」
- 27日 - Vie Vie「Baby Blue」

### 5月
- 8日 - エンレイ「永遠のひと」
- 11日 - 植村花菜「大切な人」
- 11日 - O's「あなたとならば」
- 11日 - DJ TATSUTA「DYNAMITE」
- 11日 - POSCOIZM「自分のこころ」
- 18日 - キングコング梶原「おかん」
- 18日 - DEPAPEPE「Let's Go!!!」
- 18日 - HINOIチーム「IKE IKE」
- 18日 - 福田沙紀「アタックNo.1 2005」
- 18日 - breakthrough「BREAKTHROUGH」
- 18日 - REVERSLOW「メロディーチェイン」
- 21日 - 髭（HiGE）「Thank you, Beatles」
- 25日 - アップダウン「NHKみんなのうた ぬか漬けのうた」(DVD)
- 25日 - 大竹佑季「GREENSLEEVES」
- 25日 - 上木彩矢「CONSTELLATION」（インディーズデビュー）
- 25日 - KUNIO KISHIDA「ALABAMA BOY」
- 25日 - Green2「ナミダグサ」
- 25日 - CROSS HARD「ECLIPSE FROM EAST」
- 25日 - SINGER SONGER「初花凛々」
- 25日 - STONED SOUL PICNIC「DECOTRA SOUL!」
- 25日 - TAROかまやつ「風のわだち」
- 25日 - fishtone「ノワイ・ユ(noyau)」
- 25日 - YOSHIKA「Call Me」

### 6月
- 1日 - 愛名「ささくれの木/やさしいさよなら」
- 1日 - SunSet Swish「明日、笑えるように」
- 1日 - 中林芽依「Crazy Crazy Crazy」
- 8日 - BOO BEE BENZ「東京の空」
- 15日 - 野崎美波「ハルモニア」
- 22日 - Akeboshi「Akeboshi」（メジャーデビュー）
- 22日 - 馬の骨「燃え殻 / Red light, Blue light, Yellow light」(ソロデビュー)
- 22日 - 狩野泰一「Fish Dance」
- 22日 - KOTO「北極星～The Polestar～」
- 22日 - SPECIAL OTHERS「UNCLE JOHN」
- 22日 - 永山尚太「太陽ぬ花」
- 22日 - plane「seat 22」
- 22日 - 松千「LIVE SWITCH」
- 22日 - Yum!Yum!ORANGE「Precious Days」
- 29日 - 山上兄弟「まじかる まじかる てじなーにゃ」
- 29日 - RAM RIDER「ユメデアエルヨ」

### 7月
- 5日 - ステファニー・ヤネズ「Anime Karaoke Collection」
- 5日 - SNoW「花火まであとすこし」
- 6日 - あかいとんこ「One more night」
- 6日 - UVERworld「D-tecnoLife」
- 6日 - FC FiVE「COME TO THE END」
- 6日 - 大野靖之「心のノート/あいしてる」
- 6日 - キリト「DOOR」(ソロデビュー)
- 6日 - ケイタク「小さな光」
- 6日 - KENTY-GROSS「G-STYLE XX」
- 6日 - シン・スンフン「アイ・ビリーブ」
- 6日 - toutou「星占いの歌」
- 6日 - BAZRA「switch」
- 6日 - faith「Love Song」
- 13日 - タカチャ「ソノサキニ」
- 20日 - azumi「Kick up Kiss」
- 20日 - NG HEAD「HEAD LINE」
- 20日 - カミタミカ「キレイになる私」
- 20日 - 志方あきこ「Navigatoria」
- 20日 - MARS MANIE「BLOCK to BLOCK」
- 20日 - マツリルカ「スーパーサマー・バイブレーション!!」
- 20日 - ミドリカワ書房「みんなのうた＋α」
- 21日 - 赤崎郁洋「rapsodia」
- 21日 - 秋元順子「マディソン郡の恋」
- 21日 - ザ・キャプテンズ「失神天国〜恋をしようよ〜」
- 21日 - 下地勇「開拓者」
- 21日 - 真島茂樹「花吹雪 不夜恋」
- 27日 - 奥華子「やさしい花」
- 27日 - So' Fly「Soooo' Fly」
- 27日 - II MIX⊿DELTA「dELTa ONE」
- 27日 - デリカテッセン「Steppin'」
- 27日 - BON'Z「ありがとう～」
- 27日 - mount sugar「ハルノワ」
- 27日 - ミサイルイノベーション「ミサイルイノベーション」

### 8月
- 3日 - QP-DESIGN「TOUCH and GO!」
- 3日 - COOLON「Days/KAGEROU」
- 3日 - トラビット「summer time」
- 3日 - 野本かりあ「ショコラに夢中/月の向こうの世界」
- 3日 - mink「mink」
- 3日 - 湯川潮音「緑のアーチ/裸の王様」
- 3日 - ザ・ルーズドッグス「ラジオガール」
- 10日 - Buzz 72+「屋上の空」
- 10日 - ホイフェスタ「バリバリHOT」
- 17日 - 斉藤未知「ダカラ・・・・」
- 17日 - 千里愛風「I LIKE THE WAY / 恋」
- 17日 - buglife「buglife」
- 18日 - 牧野由依「アムリタ」
- 24日 - Aqua Timez「空いっぱいに奏でる祈り」（インディーズデビュー）
- 24日 - 足立祐二「You's Alien」（再ソロデビュー）
- 24日 - indigo blue「indigo blue」
- 24日 - EXCITE3（橋本ジュン・満園庄太郎・満園英二）「Risky Business ～EXCITE I～」
- 24日 - 扇愛奈「扇愛奈入ります。」
- 24日 - GARI「e・go・is・tick」
- 24日 - Kimeru「Answer will come」
- 24日 - TYUNX「TYÜNX」
- 24日 - 土屋アンナ「Taste My Beat」（インディーズデビュー）
- 24日 - 知久光康「愛山喜雨 ～I THANK YOU～」（ソロデビュー）
- 24日 - 中塚武「Laughin’」
- 24日 - ハレンチ☆パンチ「白線～スタートライン」
- 24日 - BOWL「99%」
- 24日 - POTBELLY「CRASH!CRASH!CRASH!」
- 24日 - まえけん♂トランス・プロジェクト「恋のブチアゲ♂天国」
- 31日 - 塚地武雅・堤下敦・梶原雄太「言いたいことも言えずに」

### 9月
- 7日 - REIRA starring YUNA ITO「ENDLESS STORY」
- 7日 - Chocolat&Akito「Chocolat&Akito」
- 7日 - Tourbillon「HEAVEN」
- 7日 - MALCO「男はバカなのか俺がバカなのか」
- 7日 - MERRY「nuケミカルレトリック」
- 7日 - !wagero!「アウトサイド」
- 14日 - アンジェラ・アキ「HOME」
- 14日 - Saigenji「ACALANTO」
- 14日 - AAA「BLOOD on FIRE」
- 14日 - 西田エリ「BLUE 2」
- 21日 - nido「motion picture soundtrack」
- 22日 - FBDB（FIRE BALL+BACK DROP BOMB）「FBDB ANTHEM」「撫子MANGO FRUITS～FBDB～」
- 22日 - Spinna B-ILL meets Kenji Jammer「STAY LONGER」
- 22日 - BAGDAD CAFE THE trench town「Movin' On」
- 22日 - マキ凛花「シネマチカ」
- 28日 - carezza「5 on 5」
- 28日 - CLAZZIQUAI PROJECT「instant pig」（日本デビュー）
- 28日 - チリヌルヲワカ「イロハ」
- 28日 - Perfume「リニアモーターガール」

### 10月
- 5日 - 木下航志「通り雨」
- 5日 - 田野崎文「心ごころ」
- 5日 - Mr.マリック「超魔術ブレイクス」
- 12日 - 黒沢薫「遠い約束」(ソロデビュー)
- 12日 - BACK-ON「BABY ROCK」
- 19日 - 少年カミカゼ「ココロアンテナ」
- 21日 - shango comedown above me「shango comedown above me」
- 21日 - Miho Hatori「Ecdysis」（ソロデビュー）
- 26日 - jenny 01「Ladymade」
- 26日 - Little Non「Little Non」
- 26日 - 湧口愛美「Smile.」

### 11月
- 2日 - eyes「会いたい ～Missing～」
- 2日 - UNDER THE COUNTER「HIGH WAY, MY WAY」
- 2日 - SEED「Shiny Day」
- 2日 - 修二と彰「青春アミーゴ」
- 2日 - シュノーケル「大きな水たまり」
- 2日 - THE RODEO CARBURETTOR「God of Hell」
- 2日 - WaT「僕のキモチ」
- 6日 - SUPER JUNIOR「Twins (Knock Out)」
- 9日 - OGRE YOU ASSHOLE「タニシ」（インディーズデビュー）
- 9日 - OOM「REVOLVER」（インディーズデビュー）
- 9日 - Caravan「DAY DREAM / Dynamo」
- 9日 - ラムジ「1ラムジ」
- 16日 - I's CUBE「アンテナ」
- 16日 - TERIYAKI BOYZ「BEEF or CHICKEN」
- 16日 - 殿様BATTA→「BIG ONE MESSAGE」
- 23日 - 上村梨恵子「300km」
- 23日 - A-BOYS「奴レボリューション」
- 23日 - 及川奈央「謝・謝 Shake」
- 23日 - GRANRODEO「Go For It!」
- 23日 - チャットモンチー「chatmonchy has come」
- 23日 - 間慎太郎「BOURBON STREET」
- 23日 - パピーペット「Home Ground」
- 23日 - 堀込高樹「Home Ground」（ソロデビュー）
- 23日 - 松原静香「恋はアメリカン〜邦題・恋はいつもアメリカン〜」
- 23日 - U.N.O.BAND「NO.1」
- 23日 - RADWIMPS「25コ目の染色体」
- 30日 - LENPHa「スウィート スマイル」

### 12月
- 7日 - I THE TENDERNESS「THIS IS ITT」
- 7日 - 尾関美穂「メコンの憂鬱」
- 7日 - the GazettE「Cassis」
- 7日 - キューティー★マミー「ミッキーマウス・マーチ（ファミリー・パラパラ・ヴァージョン）」
- 7日 - ketchup mania「ジングルベリー」
- 7日 - 高野健一「Will」(再デビュー)
- 7日 - 宮崎羽衣「Girl Meets Boy」
- 7日 - RYUZO「RELOADED」
- 14日 - ARIA「Beautiful Life」
- 14日 - ツバメスケッチ「RED ZONE!!!」
- 16日 - 倉橋ヨエコ「ただいま」
- 21日 - Tama「Great Pleasure」（ソロとしてデビュー）
- 28日 - 舞「Reborn」

## 結成

### アイドル・ガールズグループ・ボーイバンド
- イケメン'ズ（ - 2014年）
- AKB48
- Gavy N.J
- Kis-My-Ft2
- ℃-ute（ - 2017年）
- 修二と彰（ - 2005年）
- SUPER JUNIOR
- 大国男児
- SS501（ - 2011年）
- Chu!☆Lips（ - 2011年）
- DEF.DIVA（ - 2007年）
- 天上智喜The Grace（ - 2009年）
- ピンクジャムプリンセス（ - 2006年）
- 煩悩ガールズ（ - 2005年）

### バンド・音楽グループ・音楽ユニット（日本）
- Aice5（ - 2016年）
- eyes（ - 2009年）
- 愛知祝祭管弦楽団
- i-nos
- abingdon boys school
- absorb（ - 2010年）
- AFRA & INCREDIBLE BEATBOX BAND（ - 2008年?）
- Amasia Landscape（ - 2005年）
- alüto（ - 2010年）
- アンサンブル・ジェネシス（ - 2017年?）
- unMOMENT（ - 2007年）
- イツカノオト
- indigo blue（ - 2011年）
- Witchery SKANK（ - 2010年）
- 歌う応援隊ヒトミリリィ
- ulma sound junction
- EXPOスーパーワールドオーケストラ（ - 2005年）
- n/
- ellmer
- Elephant Girl（ - 2009年?）
- encounter+（ - 2011年）
- えんそく
- OVERGROUND ACOUSTIC UNDERGROUND→OAU
- ohana
- カサリンチュ
- KATA-KANA
- かりゆし58
- ガルボ
- KAREN（ - 2010年）
- キオクノオト（ - 2009年?）
- キマグレン（ - 2015年）
- CANDYMAN（ - 2009年）
- Cube-ray（ - 2014年?）
- Clownfish（ - 2008年?）
- CLUB SANDINISTA!
- GRANRODEO
- Creature Creature（ - 2018年）
- GLAY×EXILE（ - 2005年）
- クローバー（ - 2007年）
- GLORY HILL（ - 2018年）
- KELUN（旧名：UTARI）（ - 2009年）
- Golden Pink Arrow♂（ - ?）
- COACH☆（ - 2006年）
- the telephones
- THE NAMPA BOYS（ - 2016年）
- THE NOVEMBERS
- THE BIG HIP（ - 2008年）
- THE 4/9（ - 2010年?）
- THE PRODIGAL SONS（ - 2012年）
- THE BOHEMIANS
- THE LOWBROWS
- ザ・ヒーナキャット
- ジ エロス
- thirstyroad（ - 2011年?）
- Sound Around（ - 2010年?）
- SaGa（ - ?）
- サカナクション
- Sadie（ - 2015年）
- 3SET-BOB
- シアター・オーケストラ・トーキョー
- GENTLE FOREST JAZZ BAND
- SIBERIAN NEWSPAPER
- JAZZ-21
- ジャパンアカデミーフィルハーモニック（ - 2020年）
- Shamo（ - 2009年?）
- JUNK FUNK PUNK
- 情熱マリーとしゃぼん玉ハイスクール（ - 2012年?）
- SINCREA（ - 2010年）
- シンフォニエッタ静岡
- Jin-Machine
- SUPER BEAVER
- SPYAIR
- SpecialThanks
- SEKAI NO OWARI
- ZEST（ - 2010年）
- 石鹸屋
- Sonar Pocket
- 太鼓ユニット我龍
- 竹内電気（ - 2013年）
- 竹内朋康 & The Laidbacks
- tacica
- T-OFF
- D.W.ニコルズ
- II MIX ⊿ DELTA
- Tourbillon（ - 2016年）
- 東京ブラススタイル
- Dolly（ - 2012年）
- AAA（ - 2021年）
- なぎさブラスゾリステン
- ν（ - 2014年）
- no entry
- NoGoD
- Permanent Fish（ - 2019年）
- BURNOUT SYNDROMES
- Violet UK
- 花やしき少女歌劇団
- →Pia-no-jaC←
- Be.
- ビーグルクルー
- ピース（ - 2009年）
- 兵庫芸術文化センター管弦楽団
- ピラミッド
- 5050（ - 2009年）
- FLiP（ - 2016年）
- Friends Of Love The Earth（ - 2006年?）
- ペトロールズ
- 星屑スキャット
- VOLA & THE ORIENTAL MACHINE
- My Material Season
- Mother Ninja（ - 2010年）
- MARIA（ - 2010年）
- moumoon
- 無限
- 無限マイナス（ - 2010年）
- MECHANICAL TEDDY
- モーモールルギャバン
- MOTO-PSYCHO R&R SERVICE（ - ?）
- ユーゲント・フィルハーモニカー
- Youth Theatre Japan
- 幸美AMP
- 吉田山田
- Large House Satisfaction（ - 2014年）
- LIGHT BRINGER
- rally（ - 2005年）
- Remark Spirits（ - 2009年）
- Local Sound Style
- ROCK'A'TRENCH
- rockwell（ - 2008年）
- 和太鼓グループ彩 -sai-
- ONE OK ROCK

### バンド・音楽グループ・音楽ユニット（日本国外）
- ア・スカイリット・ドライヴ（ - 2017年）
- アナタ・ボリビア（ - ?）
- イタロブラザーズ
- イン・ディス・モーメント
- エッシャー弦楽四重奏団
- エンゲル
- エンジェルズ・アンド・エアウェーブズ
- Anges d'Afrik
- Audiomachine
- クラクソンズ（ - 2015年）
- クリッパー（ - 2018年）
- ケイジャン・ダンス・パーティ（ - 2009年）
- コブラ・スターシップ（ - 2015年）
- ザ・エックス・エックス
- ザ・トゥー・マン・ジェントルメン・バンド
- ザ・バンド・ペリー
- ザ・ビュー
- ザ・フラテリス
- Sariola
- ジプシー.cz
- シミアン・モバイル・ディスコ
- ジョナス・ブラザーズ
- ジョン・メイヤー・トリオ
- スィ・ラ・リュンヌ（ - 2018年）
- ストートレン
- ストリーム・オブ・パッション（ - 2016年）
- スパロウ・カルテット
- ダニティ・ケイン（ - 2020年）
- ダンス・ギャヴィン・ダンス
- デヴィル・ウェアーズ・プラダ
- ドミニシ（ - 2011年）
- ハリウッド・アンデッド
- パレンケ・ソウルトライブ
- ビッグフロー&オリー
- ヴィルドジャルタ
- プードルズ（ - 2018年）
- PHOENIX ASH
- フォーモッド
- ヘヴィ・トラッシュ
- ペリフェリー
- VOCES8
- ホワイト
- ボンバ・エステレオ
- レッド・ファング
- ワン・ボイス・チルドレンズ・クワイヤー

## 再結成・活動再開
- アリス・イン・チェインズ
- エンペラー（ - 2007年）
- グラスホッパー
- クリエイション
- クワイエット・ライオット（ - 2007年）
- THE CRANE FLY
- SHOW-YA
- ジンギスカン（年内限定）
- 聖飢魔II（年内限定）
- ソバンチャ
- ダイナソーJr.
- ディス・エンディング
- 東京キューバン・ボーイズ
- TOKYO No.1 SOUL SET
- ヴァン・ダー・グラフ・ジェネレーター
- THE BAND HAS NO NAME（夏季限定）
- ピンクル（年内限定）
- ブラック・クロウズ（ - 2015年）
- プロパガンダ
- モントローズ（年内限定）
- ラーズ・ロキット
- LOVE LOVE STRAW
- ザ・リガニーズ
- 108

## 活動休止・解散
- EARTH（ - 1月）
- FAN TAN（ - 1月）
- I WiSH（ - 3月24日）
- あややムwithエコハムず
- The Uncoloured
- ウィザリング・サーフェイス（2019年再結成）
- Ethereal Sin（2007年再結成）
- N.E.R.D（2008年再結成）
- オージー（2010年再始動）
- O-Zone（ - 9月23日）
- カーヴ
- カラシ（ - 4月15日）2016年再結成
- キャットフラメンコダンサーズ（ - 3月14日）
- ザ・コアーズ（2015年活動再開）
- ザ・コーリング（ - 7月）
- ゴールドマン・バンド（ - 5月27日）
- Psycho le Cemu（2014年活動再開）
- god（ - 12月）2014年再始動
- 紫苑（ - 6月26日）
- ジャドーズ
- 真空メロウ（ - 7月）
- SUPERCAR（ - 2月26日）
- スニーカー・ピンプス
- センテンスト（ - 10月1日）
- ZONE（ - 2月7日）
- ダーク・エンジェル（2013年活動再開）
- ダッチマン（ - 4月）
- day after tomorrow（ - 8月11日）
- ディエズ・イラエ
- デスティニーズ・チャイルド（ - 9月10日）
- Do As Infinity（ - 9月29日）2008年再結成
- ナザム（ - 2月17日）
- vach
- Vibes（ - 6月）
- THE HIGH-LOWS（ - 11月11日）
- バステッド（ - 1月）2015年再結成
- バックマン・ターナー・オーヴァードライヴ
- PEALOUT
- BEYOND（ - 10月）
- FANATIC◇CRISIS（ - 5月14日）
- FAIRY FORE（ - 12月11日）
- fra-foa（ - 5月14日）
- ブリンク 182（ - 2月24日）2009年活動再開
- ブルー（2009年再結成）
- PENPALS（ - 12月30日）
- ザ・ポスタル・サーヴィス
- POTSHOT
- メロス弦楽四重奏団
- モントローズ
- UN
- LOVE YOURS（ - 12月29日）

## 誕生
| 生年月日・年齢         | 名前         | 出身     | 職業・所属・備考                          |
| ---------------------- | ------------ | -------- | ----------------------------------------- |
| 2005年1月22日（20歳）  | 山下瞳月     | 京都府   | 歌手、櫻坂46                              |
| 2005年2月8日（20歳）   | 米倉れいあ   | 和歌山県 | 歌手、821                                 |
| 2005年2月8日（20歳）   | Li-sa-X      |          | ギタリスト                                |
| 2005年2月10日（20歳）  | 鈴木梨央     | 埼玉県   | 女優、声優、歌手                          |
| 2005年2月15日（20歳）  | 村山美羽     | 東京都   | 歌手、櫻坂46                              |
| 2005年2月17日（20歳）  | 井上和       | 神奈川県 | 歌手、乃木坂46                            |
| 2005年3月7日（20歳）   | 信太真妃     |          | 元子役、元タレント、元歌手、元Pocchimo    |
| 2005年3月9日（20歳）   | 藤谷美海     | 山形県   | 歌手、いぎなり東北産                      |
| 2005年3月10日（20歳）  | 渡口和志     | 大阪府   | 歌手、吉本坂46                            |
| 2005年3月21日（20歳）  | 伊達花彩     | 宮城県   | 歌手、女優、いぎなり東北産                |
| 2005年3月22日（20歳）  | 藤井舞乃空   | 大阪府   | 歌手                                      |
| 2005年4月2日（20歳）   | 原田都愛     | 神奈川県 | 歌手、ダンサー、mirage2/Girls2            |
| 2005年4月5日（20歳）   | 安本丞       | 東京都   | 俳優、タレント、DJ、元MAGiC BOYZ          |
| 2005年4月12日（20歳）  | 谷口愛季     | 山口県   | 歌手、櫻坂46                              |
| 2005年5月9日（20歳）   | 岡村ほまれ   | 東京都   | 歌手、モーニング娘。                      |
| 2005年5月12日（20歳）  | Emily        | イタリア | 歌手、ザ・コインロッカーズ                |
| 2005年5月16日（20歳）  | 三宅ゆりあ   | 京都府   | 歌手、NMB48                               |
| 2005年6月11日（20歳）  | 中坂美祐     | 愛知県   | 歌手、SKE48                               |
| 2005年6月20日（20歳）  | 白鳥沙南     | 熊本県   | 歌手、さくら学院                          |
| 2005年6月28日（20歳）  | 倉島杏実     | 神奈川県 | 歌手、SKE48                               |
| 2005年6月28日（20歳）  | 山﨑愛生     | 北海道   | 歌手、モーニング娘。                      |
| 2005年7月4日（20歳）   | 北村真菜     | 大阪府   | 歌手、元NMB48                             |
| 2005年7月7日（20歳）   | 松永里愛     | 大阪府   | 歌手、Juice=Juice                         |
| 2005年7月7日（20歳）   | 小島凪紗     | 長野県   | 歌手、櫻坂46                              |
| 2005年7月12日（20歳）  | 吉田優良里   | 埼玉県   | 歌手、マジカル・パンチライン              |
| 2005年7月22日（19歳）  | 石橋颯       | 福岡県   | 歌手、HKT48                               |
| 2005年7月26日（19歳）  | 石上ひなの   | 神奈川県 | 子役・タレント、@SunCafe                  |
| 2005年7月29日（19歳）  | 五百城茉央   | 兵庫県   | 歌手、乃木坂46                            |
| 2005年8月20日（19歳）  | 奥田いろは   | 千葉県   | 歌手、乃木坂46                            |
| 2005年8月23日（19歳）  | 田中佑奈     | 千葉県   | 歌手、元ラストアイドル                    |
| 2005年9月14日（15歳）  | 桜木心菜     | 茨城県   | 歌手、ダンサー、私立恵比寿中学、元DAN⇄JYO |
| 2005年9月26日（19歳）  | 川中子奈月心 | 東京都   | 歌手、≠ME                                 |
| 2005年9月28日（19歳）  | 山﨑天       | 大阪府   | 歌手、櫻坂46                              |
| 2005年9月29日（19歳）  | ukurena      | 兵庫県   | ウクレレプレイヤー                        |
| 2005年10月6日（19歳）  | 橋迫鈴       | 愛知県   | 歌手、アンジュルム                        |
| 2005年10月19日（19歳） | 染谷悠美     | 千葉県   | 歌手、821                                 |
| 2005年10月31日（19歳） | 菅原咲月     | 千葉県   | 歌手、乃木坂46                            |
| 2005年12月2日（19歳）  | ENIGMA       | 東京都   | ラッパー                                  |
| 2005年12月9日（19歳）  | NI-KI        | 岡山県   | 歌手、ENHYPEN                             |
| 2005年12月15日（19歳） | 塩月希依音   | 大阪府   | 歌手、NMB48                               |
| 2005年12月22日（19歳） | 岡本怜奈     | 大阪府   | 歌手、NMB48                               |
| 2005年12月31日（19歳） | 宮地すみれ   | 神奈川県 | 歌手、日向坂46                            |

## 逮捕
- 5月20日 - 岡村靖幸（覚せい剤取締法違反（使用）容疑）

## 死去
- 1月15日 - ビクトリア・デ・ロス・アンヘレス（ スペイン、ソプラノ歌手、*1923年）
- 1月22日 - コンスエロ・ベラスケス（ メキシコ、作曲家・ピアニスト、*1924年?）
- 1月26日 - 北原謙二（大阪府、歌手、*1939年）
- 2月6日 - ラザール・ベルマン（ ロシア、ピアニスト、*1930年）
- 2月8日 - ジミー・スミス（ アメリカ合衆国、ジャズミュージシャン、*1925年）
- 3月10日 - 照屋林助（沖縄県、漫談家・歌手、*1929年）
- 3月12日 - 江間章子（新潟県、作詞家、*1913年）
- 3月13日 - 平義久（東京都、作曲家、*1937年）
- 3月17日 - ガリー・ベルティーニ（ イスラエル、指揮者、*1927年）
- 4月7日 - 中山大三郎（宮崎県、作詞家・作曲家、*1941年）
- 4月9日 - 関屋晋（東京都、合唱指揮者、*1928年）
- 4月16日 - 高田渡（岐阜県、フォークシンガー、*1949年）
- 4月25日 - 小林ハル（新潟県、最後の長岡瞽女、*1900年）
- 5月29日 - ジョージ・ロックバーグ（ アメリカ合衆国、作曲家、*1918年）
- 6月13日 - デイヴィッド・ダイアモンド（ アメリカ合衆国、作曲家、*1916年）
- 6月14日 - カルロ・マリア・ジュリーニ（ イタリア、指揮者、*1914年）
- 6月24日 - ハンス・カン（ オーストリア、ピアニスト、*1927年）
- 7月1日 - ルーサー・ヴァンドロス（ アメリカ合衆国、R&B歌手、*1951年）
- 7月1日 - 天野滋（岩手県、歌手、*1953年）
- 7月8日 - 三船浩（新潟県、歌手、*1929年）
- 7月25日 - アルベルト・マンゲルスドルフ（ ドイツ、ジャズトロンボーン奏者、*1928年）
- 8月4日 - リトル・ミルトン（ アメリカ合衆国、ブルース・ギタリスト、*1934年）
- 8月6日 - イブライム・フェレール（ キューバ、歌手、*1927年）
- 8月21日 - ロバート・モーグ（ アメリカ合衆国、モーグ・シンセサイザー発明者、*1934年）
- 9月17日 - アルフレッド・リード（ アメリカ合衆国、作曲家・指揮者、*1921年）
- 10月15日 - 野崎季義（山形県、トランペット奏者、*1913年）
- 10月20日 - シャーリー・ホーン（ アメリカ合衆国、ジャズピアニスト、*1934年）
- 11月4日 - 高橋ひろ（東京都、シンガーソングライター、*1964年）
- 11月6日 - 本田美奈子.（埼玉県、歌手、*1967年）
- 11月14日 - イェネー・タカーチュ（ オーストリア/ ハンガリー、作曲家・ピアニスト、*1902年）
- 11月20日 - ジェームズ・キング（ アメリカ合衆国、テノール歌手、*1925年）
- 11月21日 - 山下毅雄（兵庫県、作曲家、*1930年）
- 11月26日 - 有澤孝紀（東京都、作曲家・編曲家、*1951年）
- 12月13日 - 阿子島たけし（宮城県、音楽評論家、*1940年）
- 12月25日 - ビルギット・ニルソン（ スウェーデン、ソプラノ歌手、*1918年）